# Wacław Długoborski
Wacław Długoborski (ur. 3 stycznia 1926 w Warszawie, zm. 21 października 2021 w Katowicach) – polski historyk.

## Życiorys
W czasie okupacji był w Warszawie żołnierzem Armii Krajowej, po aresztowaniu przez Niemców w 1943 więziony na Pawiaku, deportowany do Auschwitz (nr 138871).
Ukończył studia w 1949 r. na Uniwersytecie Wrocławskim. Doktorat otrzymał w 1956 r. na Uniwersytecie Warszawskim. Już po roku 1948 rozpoczął pracę dydaktyczno-naukową: pracował kolejno na Uniwersytecie Śląskim, w Wyższej Szkole Pedagogicznej w Krakowie i Akademii Ekonomicznej we Wrocławiu.
W 1989 r. otrzymał tytuł profesora zwyczajnego. Do 1996 roku był kierownikiem Katedry Historii Gospodarczej i Społecznej w Akademii Ekonomicznej we Wrocławiu i kuratorem ds. badań naukowych w muzeum Auschwitz-Birkenau. Rektor Wyższej Szkoły Humanistycznej w Katowicach.

## Publikacje[4]
- Zarys historii gospodarczej Polski: (do roku 1939) (1964);
- Więź ekonomiczna między Zagłębiami Górnośląskim i Dąbrowskim w epoce kapitalizmu (do 1877 roku) (1973)